# Pirkholmi
Pirkholmi är en ö i Finland. Den ligger i Finska viken och i kommunen Vederlax i den ekonomiska regionen  Kotka-Fredrikshamn i landskapet Kymmenedalen, i den södra delen av landet. Ön ligger omkring 30 kilometer öster om Kotka och omkring 140 kilometer öster om Helsingfors.
Öns area är 2,7 hektar och dess största längd är 270 meter i sydöst-nordvästlig riktning. Ön höjer sig omkring 10 meter över havsytan.